# Guglielmo Andreoli (1862)
Guglielmo Andreoli junior (Mirandola, 9 gennaio 1862 – Modena, 26 aprile 1932) è stato un pianista, violinista e compositore italiano.

## Biografia
Figlio del maestro Evangelista Andreoli (1810-1875), prese il nome del fratello maggiore, Guglielmo senior, morto due anni prima della sua nascita. Altro fratello noto fu Carlo Andreoli.
Ricevette le sue prime lezioni di pianoforte e organo dal padre.
Dal 1876 studiò al Conservatorio di Milano con Polibio Fumagalli (organo), Giovanni Rampazzini (violino) e Antonio Bazzini (composizione).
Tra il 1877 e il 1887, aiutò il fratello Carlo ad organizzare una serie di 96 concerti sinfonici noti come Concerti popolari milanesi, che diresse appena diplomato nel 1883 a soli 21 anni. Fu direttore anche di concerti sinfonici alla Società del quartetto di Milano e fu per tre anni la viola del Quartetto Campanari fondato da Leandro Campanari.
Presso il conservatorio milanese insegnò fino al 1927 armonia, contrappunto e pianoforte. Fra i suoi allievi si ricorda Victor de Sabata e Luigi Picchi.
Andreoli compose una trentina di opere, tra cui una fantasia sinfonica, due overtures per orchestra, requiem e altre partiture per quartetti d'archi, pianoforte e canto. Nel 1886 musicò La foglia di Giacomo Leopardi. 
Andreoli curò per Casa Ricordi le riduzioni italiane delle opere di Beethoven, Mendelssohn, Weber, Stephen Heller (celebri i suoi 25 studi progressivi per pianoforte, Op. 47), Ignaz Moscheles, Joachim Raff, Ludvig Schytte e Chopin. Nel 1898 scrisse insieme ad Edgardo Codazzi un Manuale di armonia corredato da 763 esempi musicali e 210 esempi pratici, «opera informata di criteri fisici e sperimentali dell'Elmholtz e secondo molti principi teorici del Riemann, senza per questo tener calcolo degli armonici inferiori e della reale funzione melodico-armonica discendente del modo minore, in assoluto contrasto con quella ascendente del modo maggiore»; il manuale ebbe molto successo e venne ristampato ed ampliato fino alla 13ª edizione. Supervisionò inoltre l'uscita della pedagogia musicale italiana a livello europeo di formazione teorica.
Nel 1903 fondò a Milano l'Associazione Italiana degli Amici della musica, insieme a Enrico Annibale Butti, Franco Da Venezia, Giuseppe Frugatta, Giacomo Oreffice e Angiolo Orvieto.
Si sposò con Maria Gramigna.
Ai fratelli Carlo e Guglielmo junior Andreoli è intitolata la scuola di musica di Mirandola e la filarmonica cittadina.

## Opere
- Manuale di armonia, coautore Edgardo Codazzi, Milano, Cogliati, 1898.